# Таня Вуйсич-Тодоровська
Таня Вуйсич-Тодоровська (мак. Тања Вујисиќ-Тодоровска, англ. Tanja Vujisić-Todorovska; нар. 28 серпня 1961) — македонська балерина, прима балету Македонського театру опери та балету, лауреат Премії ім. А. Ф. Шекери у галузі хореографічного мистецтва (2006).

## Загальні відомості
1979 — закінчила середню школу, після чого навчалась в училищі музики і балету «Ілля Ніколовскі-Луй» у Скоп'є (педагог Єлизавета Кушовська).
Також закінчила Київське державне хореографічне училище (клас Галини Кирилової), пройшла стажування як балетмейстер в Українській академії танцю (клас відомого педагога Елеонори Стебляк) і в 2006 році отримала диплом педагога-репетитора класичного балету. Стажувалась в Національній опері України, а також пройшла спеціалізацію в Парижі.
Вуйсич-Тодоровську називають ученицею Анатолія Федоровича Шекери. Вона танцювала в його поставлених в Скоп'є балетах «Распутін», «Спартак», «Легенда про любов».
Її творча кар'єра як балерини пройшла в рідному Скоп'є, де як прима-балерина Македонського театру опери та балету вона танцювала в понад 300 балетах, зігравши понад 40 провідних ролей в таких постановках як «Ромео і Джульєтта», «Жізель», «Лебедине озеро», «Корсар», «Македонська історія», «Дубровницька легенда», «Мірта».
Вона виступала на сценах Скоп'є, Києва, Лондона, Парижа, Пекіна, Торонто, Любляни, Подгориці та ін. міст світу.
Після завершення балетної кар'єри Таня розпочала свою плідну педагогічну і науково-дослідну роботу.
2010 — захистила магістерську роботу в Університеті «Св. Кирила і Мефодія».
2016 опублікувала монографію «Моделювання педагогічної роботи балетних репетиторів», яка є першою науковою працею, присвяченою комплексній проблемі моделювання педагогічної роботи репетиторів балету в Македонії.
Працює головним педагогом-репетитором Македонської опери і балету, а також завідувачкою кафедри балетної педагогіки, професором методології класичного балету музичної школи Університету «Св. Кирила і Мефодія» в Скоп'є.

## Визнання
Таня є лауреатом багатьох вітчизняних македонських і міжнародних премій, її ім'я включене до британської енциклопедії в розділі «Особи з Македонії».
2002 режисер Сашо Павловскі зняв для македонського телебачення документальний фільм «Портрет балерини Тані Вуйсич-Тодоровської».
2006 року вона стала лауреатом престижної в Україні Премії ім. А. Ф. Шекери у галузі хореографічного мистецтва.
2011 року отримала високу державну нагороду Македонії «11 октомври».